# À l'intérieur (série télévisée)
Pour les articles homonymes, voir À l'intérieur.
À l'intérieur est une mini-série française en six épisodes de 52 minutes créée par Jeanne Le Guillou et Bruno Dega, réalisée par Vincent Lannoo.
Elle a été diffusée sur France 2 par groupes de deux épisodes le lundi soir du 26 août au 9 septembre 2019. Avant sa diffusion télévisée, elle a été projetée au Festival de la fiction TV de La Rochelle le 13 septembre 2018, au Festival Polar de Cognac le 19 octobre 2018, au Festival TV de Luchon le 7 février 2019, et sur le site France.tv le 22 août 2019.

## Synopsis
Une jeune femme, Ana Galmont, est retrouvée assassinée, le cœur arraché, dans la clinique psychiatrique où elle avait été internée contre sa volonté, et d'où elle devait sortir le lendemain. Le lieutenant de police Angèle Maury, qui débute à la PJ, va devoir faire ses premiers pas d'enquêtrice en sondant les esprits réellement ou peut-être faussement troublés des patients de l'établissement.
Angèle apprend bientôt qu'Ana tenait un journal intime, qu'il lui faut vite retrouver. Elle s'aperçoit aussi peu à peu qu'elle et la victime ont de nombreux points communs.
De leur côté, les époux Santi, qui dirigent la clinique, doivent faire face à des vols inexpliqués de médicaments… et à leurs profondes divergences.

## Distribution
Sauf indication contraire, les informations mentionnées dans cette section peuvent être confirmées par les bases de données cinématographiques  présentes dans la section « Liens externes ».
- Noémie Schmidt : Lieutenant de police Angèle Maury
- Béatrice Dalle : Commandant Élisabeth Favard, supérieure d'Angèle
- Hippolyte Girardot : Dr Raphaël Santi, le psychiatre
- Judith El Zein : Alexandra Santi, la directrice de la clinique
- Fleur Geffrier : Ana Galmont, la victime
- Samuel Theis : Simon Eisenberg, le violoncelliste atteint de trouble bipolaire
- Jérémy Gillet : Arnaud / Ariane Lopez, jeune transgenre
- Grégoire Leprince-Ringuet : Maxime Chambord, psychopathe
- Achille Ridolfi : Louis, autiste asperger
- Émilie Dequenne : Camille Perroti
- Michel Ferracci : Philippe Perroti
- Calypso Buijtenhuijs : Noémie
- Florence Thomassin : Valérie, érotomane
- Scali Delpeyrat : Guillaume Delostil, paranoïaque
- Mylène Demongeot : Rose Da Costa, la « voyante »
- Antoine Gouy : Bastien, fiancé d'Angèle
- Frédéric Noaille : Lieutenant de police David Delmar
- Isabelle de Hertogh : Leila, infirmière
- Raphaël Quenard : Dan Glossier
- Vincent Lannoo : Dédé la TV
- Gil Alma : Benjamin Melnik, infirmier
- Mehdi Djaadi : Medhi
- François Briault : Arthur
- Amandine Chauveau : Chloé
- Isabelle Candelier : Nathalie Maury, mère d'Angèle
- Yaël Abecassis : Iris Galmont, mère d'Ana

## Lieux de tournage
Le tournage s'est effectué en Charente de décembre 2017 à mars 2018 :
- à Angoulême pour quelques scènes ;
- au Château de Montchoix à Rougnac, un ancien centre de convalescence jusqu’en 2009, aujourd’hui propriété privée[2].

## Épisodes
1. À Agnès D. (3,4 millions de téléspectateurs soit 16,4 % de part d'audience)[réf. souhaitée]
2. Ariane (2,9 millions de téléspectateurs soit 15,1 % de part d'audience)
3. Maxime
4. Rose
5. Simon
6. Ana

## Distinctions
Sauf indication contraire, les informations mentionnées dans cette section peuvent être confirmées par les bases de données cinématographiques  présentes dans la section « Liens externes ».
- Festival TV de Luchon 2018 :
  - Pyrénées d'or de la meilleure minisérie
  - Prix du public de la minisérie[3].

## Accueil critique
Lors de sa diffusion sur RTL Play, le magazine belge Moustique indique : « Cette solide intrigue, captivante, distille avec finesse ses indices avec, en toile de fond, une question récurrente : quelle est la frontière entre la folie et la normalité ? Un voyage en terre inconnue interprété avec brio par un casting impeccable : Noémie Schmidt, Émilie Dequenne et Béatrice Dalle ».